# Вака, Хоселито
Хосе «Хоселито» Вака Веласко (исп. José «Joselito» Vaca Velasco, 12 августа 1982, Санта-Крус-де-ла-Сьерра) — боливийский футболист, полузащитник сборной Боливии и клуба Блуминг.

## Карьера
Хоселито Вака  родился в  городе Санта-Крус-де-ла-Сьерра и в 1999 году в семнадцатилетнем возрасте дебютировал в составе команды из родного города  Ориенте Петролеро. В первом же сезоне сыграл 17 матчей, а в 2000 году был назван лучшим игроком чемпионата Боливии.
Успехи молодого полузащитника не остались незамеченными и в 2001 году он был выбран под пятым номером на драфте MLS командой Даллас Бёрн. 2002 год оказался для боливийца наиболее удачным в североамериканской лиге, когда он был выбран в команду звёзд MLS на матче всех звёзд, где он провёл на поле один тайм.
После четырёх лет в США, за которые Вака забил 6 голов и сделал 18 результативных передач, он вернулся в Боливию, подписав контракт с командой Блуминг также из Санта-Крус-де-ла-Сьерра. 
В 2005 году в составе новой команды Хоселито выиграл апертуру чемпионата Боливии, а в 2006 и 2008 выигрывал Кубок Аэросур. Второе золото национального первенства Вака выиграл в 2010 году, победив в составе Ориенте Петролеро в клаусуре.
В национальной сборной Боливии дебютировал в 2002 году и надевал её футболку более 50 раз, приняв участие в Копа Америка 2007 и 2011 годов. За время выступления в сборной забил два гола: в 2005 году он забил в ворота сборной Венесуэлы в рамках отбора к чемпионату мира 2006, а в 2007 году забил победный мяч в товарищеской игре против сборной ЮАР.